# Березовиця
Бере́зовиця — село в Чернігівській області України. За адміністративним поділом до липня 2020 року село входило до Талалаївського району, а після укрупнення районів входить до Прилуцького району. Входить до складу Талалаївської селищної громади. Розташоване на березі річки Бобровиці, за 7 км від залізничної станції Талалаївки.
Населення села становить 5 осіб, площа — 0,023 км².
На південний схід від села розташований ботанічний заказник місцевого значення «Березовиця».

## Історія
Хутір Березовицький заснований у 1720-ті роки генеральним бунчужним Яковом Лизогубом. Хутір входив до Красноколядинської сотні Прилуцького полку, у 1782—1796 роки до Роменського повіту, у 1797—1802 роки до Прилуцького повіту.
У 1781 році син Якова Лизогуба полковник Ілля Якович Лизогуб заповів хутір своїй дружині Катерині (дочці генерального осавула Якова Якубовича), яка в свою чергу 1791 року заповіла хутір онуку Іллі Лизогуба колезькому асесору Івану Яковичу Лизогубу. 1797 року в хуторі налічувалось 2 душі чоловічої статі податкового населення.

### В складі України
З 1991 року село у складі України. У 1996 році в селі було 3 двори, мешкало 7 осіб.
До 2017 року підпорядковувалось Липівській сільській раді.